# جیانلوکا اوربیناتی
جیانلوکا اوربیناتی (انگلیسی: Gianluca Urbinati؛ زادهٔ ۲۷ سپتامبر ۱۹۸۷) بازیکن فوتبال است.